# Emil Pümpin

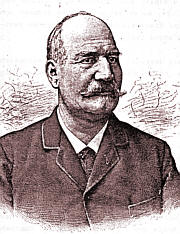
Eisenbahningenieur Emil Pümpin

Emil Pümpin (* 4. September 1840 in Sissach; † 22. Juli 1898 in Genf) war ein Schweizer Eisenbahningenieur.
Emil Pümpin war der Sohn von Moritz Pümpin, Löwenwirt in Sissach, und der Elisabeth Gysin von Buckten (Restaurant Mond). 1872 heiratete er Fanny Burtin, Tochter eines Offiziers aus Frankreich. Sie hatten acht Kinder.

## Berufliche Ausbildung
Emil hat als junger Bursche noch den grossen Postkutschen- und Wagenverkehr der Hauensteinroute erlebt. Viele Fuhrleute und Reisende rasteten in der Wirtschaft seiner Eltern. Der Reise- und Warenverkehr faszinierten ihn.
Nach der Primarschule in Sissach und der Bezirksschule in Böckten lernte er Schlosser und besuchte die Gewerbeschule in Basel. Nach einigen Jahren Berufsarbeit in der Maschinenfabrik „Kussmaul“ in Basel studierte er am Polytechnikum in Karlsruhe und schloss 1862 als dipl. Maschinenbauingenieur ab. Danach arbeitete er bei Ingenieur Richard Wieland in Freiburg (Schweiz). Dort machte er erste Berufserfahrungen beim Bau und Betrieb von Bahnen in der Westschweiz 1862–68 und in Algerien 1868–71.
 Er wurde Inspektor und Depotchef bei der Schweiz. Westbahn 1871–73 und Kontrollingenieur beim eidg. Eisenbahndepartement 1873–75. Danach Betriebschef der Tösstalbahn 1875–79 und Kursinspektor beim eidg. Postdepartement 1879–81. 

## Unternehmer
1881 realisierte er, zusammen mit Ingenieur Merian die Strecke Travers–St. Sulpice für die Chemin de fer Régional du Val-de-Travers. 1883 gründete er zusammen mit Ingenieur Hans Herzog die Bernische Baugesellschaft für Spezialbahnen Pümpin & Herzog. Sie planten und bauten folgende Bahnen:
- Regionalbahnen: Tavannes-Tramelan / Bière-Apples-Morges / Apples-l´Isle
- Drahtseilbahnen: Marzilibahn / Biel-Magglingen-Bahn / Thunersee-Beatenberg-Bahn
- Schmalspurbahnen: Birsigtalbahn / Frauenfeld-Wil-Bahn / Berner Oberlandbahn / Sissach-Gelterkinden-Bahn (zweite elektrische Eisenbahn der  Schweiz)
- Zahnradbahnen: Wengernalpbahn (Lauterbrunnen–Grindelwald) / Schynige Platte-Bahn
- Normalbahn längs des Thunersees

Alle diese Bahnen führte das Unternehmen im Generalakkord aus.